# دیوروی‌فالو
دیوروی‌فالو (به مجاری:  Győrújfalu) یک شهرداری در مجارستان است که در ناحیه دیور واقع شده‌است. دیوروی‌فالو ۷٫۳۷ کیلومتر مربع مساحت و ۱٬۲۱۱ نفر جمعیت دارد.